# Châtellenot
Châtellenot és un municipi francès, situat al departament de la Costa d'Or i a la regió de Borgonya - Franc Comtat. L'any 2007 tenia 149 habitants.

## Demografia

### Població
El 2007 la població de fet de Châtellenot era de 149 persones. Hi havia 68 famílies, de les quals 24 eren unipersonals (8 homes vivint sols i 16 dones vivint soles), 32 parelles sense fills, 8 parelles amb fills i 4 famílies monoparentals amb fills.
La població ha evolucionat segons el següent gràfic:
Habitants censats

### Habitatges
El 2007 hi havia 100 habitatges, 70 eren l'habitatge principal de la família, 18 eren segones residències i 12 estaven desocupats. Tots els 100 habitatges eren cases. Dels 70 habitatges principals, 60 estaven ocupats pels seus propietaris, 9 estaven llogats i ocupats pels llogaters i 1 estava cedit a títol gratuït; 1 tenia una cambra, 10 en tenien dues, 9 en tenien tres, 20 en tenien quatre i 30 en tenien cinc o més. 59 habitatges disposaven pel capbaix d'una plaça de pàrquing. A 26 habitatges hi havia un automòbil i a 32 n'hi havia dos o més.

### Piràmide de població
La piràmide de població per edats i sexe el 2009 era:
| Homes | Edats   | Dones |
| ----- | ------- | ----- |
| 0     | 95 o +  | 0     |
| 0     | 90 a 94 | 0     |
| 4     | 85 a 89 | 0     |
| 0     | 80 a 84 | 4     |
| 4     | 75 a 79 | 8     |
| 4     | 70 a 74 | 0     |
| 0     | 65 a 69 | 0     |
| 16    | 60 a 64 | 8     |
| 0     | 55 a 59 | 4     |
| 0     | 50 a 54 | 0     |
| 8     | 45 a 49 | 4     |
| 0     | 40 a 44 | 4     |
| 24    | 35 a 39 | 4     |
| 8     | 30 a 34 | 8     |
| 0     | 25 a 29 | 4     |
| 4     | 20 a 24 | 8     |
| 4     | 15 a 19 | 8     |
| 8     | 10 a 14 | 8     |
| 0     | 5 a 9   | 16    |
| 4     | 0 a 4   | 0     |

## Economia
El 2007 la població en edat de treballar era de 89 persones, 73 eren actives i 16 eren inactives. De les 73 persones actives 72 estaven ocupades (38 homes i 34 dones) i 1 aturada (1 dona i 1 dona). De les 16 persones inactives 9 estaven jubilades, 5 estaven estudiant i 2 estaven classificades com a «altres inactius».

### Ingressos
El 2009 a Châtellenot hi havia 71 unitats fiscals que integraven 151 persones, la mediana anual d'ingressos fiscals per persona era de 17.896 €.

### Activitats econòmiques
Dels 2 establiments que hi havia el 2007, 1 era d'una empresa de construcció i 1 d'una empresa de transport.
L'únic servei als particulars que hi havia el 2009 era una empresa de construcció.
L'any 2000 a Châtellenot hi havia 12 explotacions agrícoles que ocupaven un total de 900 hectàrees.

## Poblacions properes
El següent diagrama mostra les poblacions més properes.